# Çifteköy, Niğde
Çifteköy là một xã thuộc huyện Ulukışla, tỉnh Niğde, Thổ Nhĩ Kỳ. Dân số thời điểm năm 2011 là 184 người.